# Bärbel Richter
Bärbel Richter es una deportista de la RDA que compitió en piragüismo en la modalidad de eslalon. Ganó tres medallas en el Campeonato Mundial de Piragüismo en Eslalon, en los años 1965 y 1967.

## Palmarés internacional
| Campeonato Mundial | Campeonato Mundial                 | Campeonato Mundial | Campeonato Mundial |
| Año                | Lugar                              | Medalla            | Competición        |
| ------------------ | ---------------------------------- | ------------------ | ------------------ |
| 1965               | Spittal (Austria)                  | Medalla de oro     | K1 por equipos     |
| 1967               | Lipno nad Vltavou (Checoslovaquia) | Medalla de oro     | K1 por equipos     |
| 1967               | Lipno nad Vltavou (Checoslovaquia) | Medalla de bronce  | K1 individual      |